# Leonie Doege
Leonie Doege (Düsseldorf, 20 februari 1999) is een voetbalspeelster uit Duitsland. Ze speelt als doelverdedigster voor VfL Bochum in de Tweede Bundesliga.

## Clubcarrière
Leonie Doege speelde in de jeugd voor Bayer 04 Leverkusen waarvoor ze haar debuut maakte op 21 mei 2017 in het met 1-3 verloren thuisduel tegen SC Freiburg. Na een tussenjaar in de Verenigde Staten bij de Butler Bulldogs maakte Doege in 2020 de overstap naar Borussia Bocholt.
Nadat haar contract bij Borussia Bocholt afliep, besloot Doege de overstap naar FC Twente te maken. Ze tekende in Enschede een contract tot medio 2024. Op 5 november 2023 maakte Doege in een thuiswedstrijd tegen Fortuna Sittard haar debuut voor FC Twente. In het seizoen 2023/24 fungeerde ze als tweede keepster van de Tukkers, achter eerste keepster Daniëlle de Jong. Doege werd met de Tukkers kampioen van de Vrouwen Eredivisie.
Doege liet na afloop van het seizoen 2024/25 FC Twente achter zich en maakte de overstap naar het naar de 2de Bundesliga gepromoveerde VfL Bochum.

## Statistieken
| Seizoen | Club                | Competitie     | Competitie | Competitie | Beker | Beker | Overig | Overig | Totaal | Totaal |
| Seizoen | Club                | Competitie     | Wed.       | Dlp.       | Wed.  | Dlp.  | Wed.   | Dlp.   | Wed.   | Dlp.   |
| ------- | ------------------- | -------------- | ---------- | ---------- | ----- | ----- | ------ | ------ | ------ | ------ |
| 2015/16 | Bayer 04 Leverkusen | Bundesliga     | 0          | 0          | 0     | 0     | 0      | 0      | 0      | 0      |
| 2016/17 | Bayer 04 Leverkusen | Bundesliga     | 1          | 0          | 0     | 0     | 0      | 0      | 1      | 0      |
| 2020/21 | Borussia Bocholt    | 2de Bundesliga | 10         | 0          | 1     | 0     | 0      | 0      | 11     | 0      |
| 2021/22 | Borussia Bocholt    | 2de Bundesliga | 20         | 0          | 1     | 0     | 0      | 0      | 21     | 0      |
| 2023/24 | FC Twente           | Eredivisie     | 4          | 0          | 0     | 0     | 2      | 0      | 6      | 0      |
| Totaal  | Totaal              | Totaal         | 33         | 0          | 2     | 0     | 0      | 0      | 35     | 0      |

Bijgewerkt t/m 23 april 2024.